# Малая Чуфаровка
 Малая Чуфаровка  — деревня в Ромодановском районе Мордовии в составе Анненковского сельского поселения. 

## География
Находится на расстоянии менее 1 километра на юго-запад от районного центра поселка Ромоданово.

## История
Учтена была в 1869 году как владельческая деревня Саранского уезда Пензенской губернии из 33 дворов, название связано с фамилией бывших владельцев, известных с XVII века. Название Малая Чуфаровка получило в 1928 году, до этого было Чуфарово.

## Население
Постоянное население составляло 89 человек (русские 97%) в 2002 году, 70 в 2010 году .